# Kais
Kais (em árabe: قايس) é uma cidade e comuna localizada na província de Khenchela, Argélia. Segundo o censo de 2008, a população total da cidade era de 34 383 habitantes.